# ハノーファー中央駅

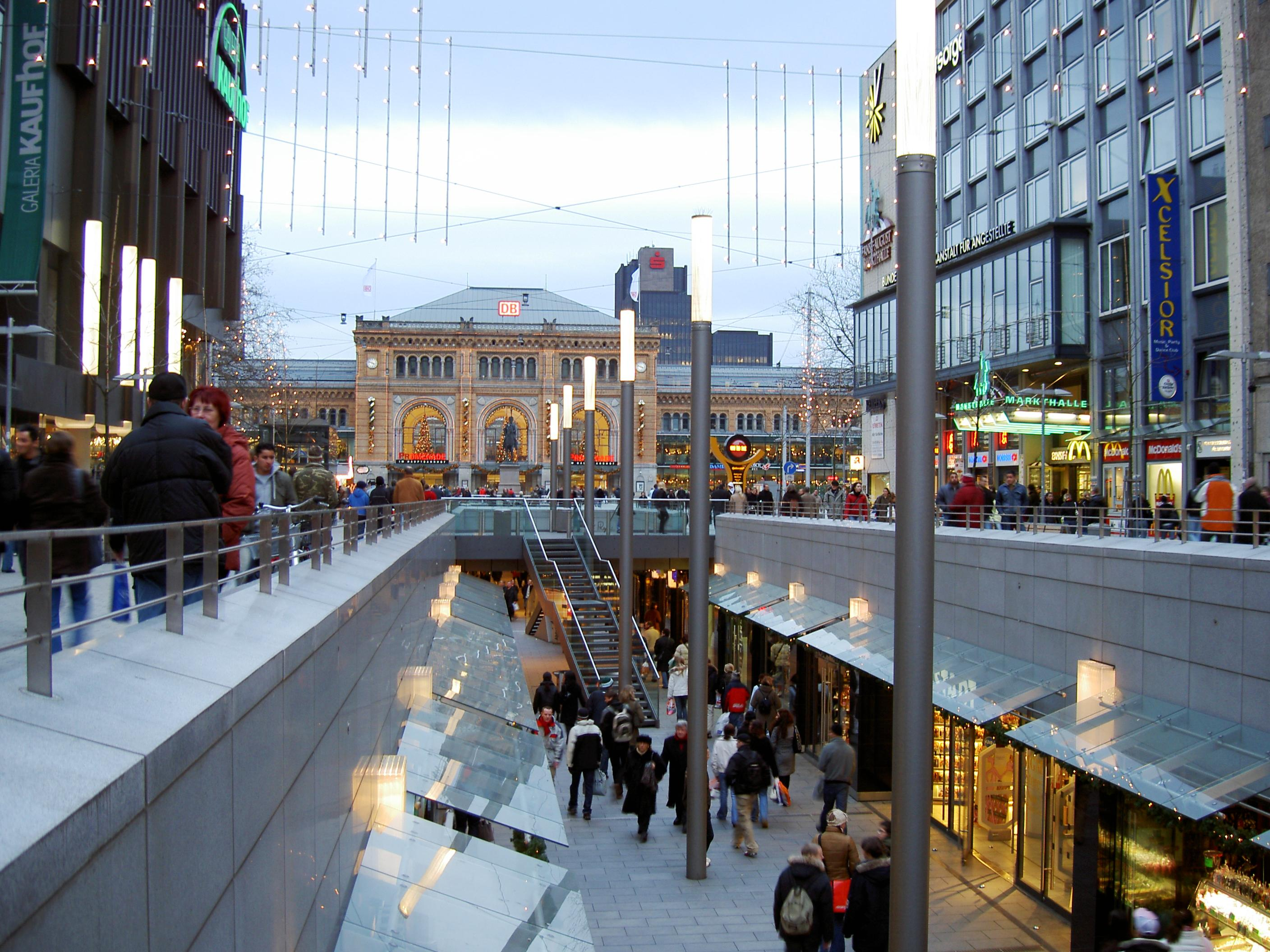
駅前通り

ハノーファー中央駅（ハノーファーちゅうおうえき、ドイツ語：Hannover Hauptbahnhof）は、ドイツニーダーザクセン州ハノーファーにあるドイツ鉄道（DB）とハノーファーSバーンの鉄道駅。ICE（ドイツの高速列車）の停車駅であり、各主要都市と結ばれている。

## 駅構造
6面12線の地上駅。

## 利用状況
一日の平均乗降客は約25万人。

## 駅周辺
駅前には、19世紀前半のハノーファー王であるエルンスト・アウクスト1世の像が建てられている。ハノーファーの歴史を物語るとともに、待ち合わせの箇所としても利用されている。

## 歴史
1843年に最初の駅舎が建てられ、1876年から79年にかけて、現在の駅舎が建てられた。第二次世界大戦によって甚大な被害を受けたが、戦後に再興された。1960年代後半より、ハノーファーLRTのための地下トンネル、地下駅の建設が進められた。1976年よりLRTの運行が開始され、地下駅が使用されるようになった。
2000年には、ハノーファーで万国博覧会が開催されたため、駅とその周辺の改修が行われると同時に、同駅を中心としたSバーン網（ハノーファーSバーン）もスタートしている。
近隣には、ハノーファー・メッセ・ラーツェン駅があり、国際見本市などが開催されるときはこの駅にもICEが停車する。ハノーファー万博の最寄り駅であったため、ハノーファー万博駅などとも訳出された。

## 隣の駅
ドイツ鉄道
ICE10
ビーレフェルト中央駅 - ハノーファー中央駅 - ヴォルフスブルク中央駅
ICE20・ICE22
ハンブルク中央駅 - ハノーファー中央駅 - ゲッティンゲン駅
ICE25
ハンブルク＝ハールブルク駅/ブレーメン中央駅 - 'ハノーファー中央駅 - ゲッティンゲン駅
IC140・IC/EC77
ミンデン駅 - ハノーファー中央駅 - ヴォルフスブルク中央駅
IC140
ツェレ駅 - ハノーファー中央駅 - ゲッティンゲン駅
IC/EC32
ミンデン駅 - ハノーファー中央駅 - ヘルフォルト駅
IC/EC32
ヴォルフスブルク中央駅 - ハノーファー中央駅 - ブラウンシュバイク中央駅
RE60・RE70
ヴンストルフ駅 - ハノーファー中央駅 - レーアテ駅
ハノーファーSバーン
■1号線・■2号線・■4号線・■5号線・■8号線
ハノーファー＝ノルトシュタット駅 - ハノーファー中央駅 - ハノーファー・ビスマルク通り駅
■3号線・■7号線
ハノーファー中央駅 - ハノーファー＝クレーフェルト駅
■6号線
ハノーファー中央駅 - ハノーファー・カール＝ヴィーヒャート＝アレー駅